# Rhododendron 'Ponticum Roseum'
Rhododendron 'Ponticum Roseum' — сорт зимостойких вечнозелёных рододендронов. 
О происхождении этого сорта почти ничего не известно, предполагается, что это гибрид Rhododendron ponticum × Rhododendron maximum. 
В США он был продан в 1950-х—1960-х годах как 'Maximum Roseum'. Тем не менее, это явно не форма Rhododendron maximum, а растение гибридного происхождения. 
На рынке под названием 'Ponticum Roseum' присутствует три различных клона. 

## Биологическое описание
Вечнозелёный кустарник, в возрасте 10 лет высота около 180—200 см.
Листья относительно узкие и длинные, зелёного цвета.
Соцветия конические, расположены на концах побегов, несут 12—21 цветков.
Цветки розовато-лиловые с оранжево-коричневым пятном, диаметр около 50 мм. Аромат отсутствует.

## В культуре
Выдерживает понижения температуры до -24... −29 °С. Зимостоек в климатических условиях Финляндии.